# 長田直之
長田 直之（おさだ なおゆき、1973年7月19日 - ）は、日本の作曲家、編曲家、音楽プロデューサー、キーボーディスト。東京都国分寺市出身。Radio Swing・Keno・CooRieの元メンバー。所属事務所はPeak A Soul+。garamonn名義でも活動している。

## 略歴
1994年
- Radio Swingのメンバーとして活動を開始。

1997年
- 4月18日：Radio Swingのメンバーとして、1stアルバム「ラジライダー」でセンチュリーレコード（ポニーキャニオン販売）よりCDデビュー。

1998年
- Kenoを結成。同じくRadio Swingのメンバーだった田村直樹もメンバーに連ねている。

1999年
- 5月21日、KenoのメンバーとしてMCAビクターから1枚目のシングル「Circle of Days」でメジャー・デビュー。

2000年
- 1月1日にリリースしたフジテレビ系アニメ「HUNTER×HUNTER」のオープニング主題歌であるKenoの3rdシングル「おはよう。」がヒット。10万枚のセールスを記録する。

2001年
- 2月：Keno解散。長田はその後、Peak A Soul+に移籍し、作曲家・編曲家として活動。

2002年
- 秋頃：rinoと音楽ユニットCooRieを結成。

2003年
- 2月26日:CooRieのメンバーとして「大切な願い」でデビューし、楽曲提供・編曲家と並行し活動。その後も同ユニットのメンバーとして「流れ星☆」「未来へのMelody」などを手掛ける。同年12月末に脱退。

2004年以降
2004年にはNHK連続テレビ小説『てるてる家族』の挿入歌に使用された上原多香子の「ブルー・ライト・ヨコハマ」の編曲のほか、KinKi Kids、松浦亜弥、AKINA、MAX、山本紗也加、Pile、スフィア、南條愛乃などの楽曲の編曲を手掛け、現在は主に編曲家として活動。2013年には、CooRieのスプリットシングル「メグル」の編曲を担当。長田がCooRieのシングル収録楽曲の編曲を手掛けるのはyozuca*とCooRieのスプリット・シングルである「サクラサクミライコイユメ」に収録された「未来へのMelody」以来約9年7ヶ月ぶり（脱退後では初）。

## 提供作品
Keno在籍時の楽曲については

CooRie在籍時の楽曲については
なお、下記のCooRie表記は、長田が脱退後（2004年）以降の作品である。

### 作編曲
| アーティスト             | タイトル                                       | 作詞     | 備考 |
| ------------------------ | ---------------------------------------------- | -------- | --- |
| CooRie                   | 心編み                                         | rino     | 2ndアルバム『トレモロ』収録曲                                                                               |
| rino                     | Fragment～Thought to wish to the starlit sky～ | tororo   | ドリームキャスト・PlayStation版『水夏～SUIKA～』エンディングテーマ                                          |
| rino                     | Dream 〜The ally of〜                          | rino     | パソコンゲーム『D.C. 〜ダ・カーポ〜』エンディングテーマ                                                     |
| rino                     | The first scenery                              | rino     | パソコンゲーム『Infantaria XP』オープニングテーマ                                                           |
| yozuca*                  | Precious Time                                  | rino     | 『てんたま2wins』オープニングテーマ。「てんたま2winsヴォーカルプラス」収録曲                                |
| yozuca*                  | ほんとのきもち                                 | rino     | 『dolce』収録曲                                                                                             |
| 鷺澤頼子 （松来未祐）    | ほんとのきもち                                 | rino     | 『D.C.〜ダ・カーポ〜 Vocal Selection Vol.3 Happy Days』収録曲。松来未祐のベストアルバム『Memories』にも収録 |
| 堀江由衣                 | 空のリフレイン                                 | 畑亜貴   | PS2用ソフト『SAKURA 〜雪月華〜』オープニングテーマ。後にCooRieがアルバム『木漏れ日カレンダー』にてカバー    |
| 野川さくら               | SAKURA…舞い散る空へ                            | 畑亜貴   | アルバム『SAKURA〜雪月華〜劇中歌全集』収録曲                                                                |
| 小星（釘宮理恵）         | 小さな願い                                     | 江幡育子 | 『ぴたテン』キャラクターCDシリーズ Vol.2 Sigh,Sigh c/w                                                      |
| 紫亜（ゆかな）           | なつかしい宝物                                 | 江幡育子 | 『ぴたテン』キャラクターCDシリーズ Vol.3 予感 c/w                                                           |
| リュミエール（飛田展男） | 幸せのタペストリー                             | 森由里子 | テレビアニメ『アンジェリーク』イメージソング                                                                |

### 編曲
| アーティスト                                                                              | タイトル                                | 作詞                                       | 作曲                                    | 備考 |
| ----------------------------------------------------------------------------------------- | --------------------------------------- | ------------------------------------------ | --------------------------------------- | --- |
| CooRie                                                                                    | メグル                                  | rino                                       | rino                                    | テレビアニメ『D.C.III 〜ダ・カーポIII〜』のエンディングテーマ                                                                                           |
| rino                                                                                      | For You                                 | Duca                                       | rino                                    | PC用ゲーム「そこに海があって」オリジナルサウンドトラック                                                                                                |
| yozuca*                                                                                   | 未来地図                                | rino                                       | rino                                    | PS2用ゲーム『D.C.P.S. 〜ダ・カーポ〜 プラスシチュエーション』挿入歌                                                                                     |
| yozuca*                                                                                   | Fragment 〜The heat haze of summer      | tororo                                     | tororo                                  | DC用ゲーム『水夏 ～SUIKA～』オープニングテーマ |
| yozuca*                                                                                   | 夏の終わりに…                           | tororo                                     | tororo                                  | DC用ゲーム『水夏～SUIKA～』挿入歌 |
| yozuca*                                                                                   | Sow                                     | tororo                                     | yozuca*                                 | PC用ゲーム『Infantaria XP』エンディングテーマ |
| KinKi Kids                                                                                | Love is... 〜いつもそこに君がいたから〜 | 成海カズト                                 | 成海カズト                              | 9thアルバム「I album -iD-」に収録。garamonn名義。 |
| 松浦亜弥                                                                                  | dearest.                                | 成海カズト                                 | 成海カズト                              | 企画アルバム「Naked Songs」に収録。garamonn名義 |
| 上原多香子                                                                                | ブルー・ライト・ヨコハマ                | 橋本淳                                     | 筒美京平                                | 9thシングル。NHK朝の連続テレビ小説『てるてる家族』挿入歌                                                                                                |
| 上原多香子                                                                                | あなたならどうする                      | なかにし礼                                 | 筒美京平                                | 「ブルー・ライト・ヨコハマ」c/w |
| MAX                                                                                       | TORA TORA TORA (DJ PLANET MIX)          | 鈴木計見                                   | TIGER BOYS                              | 3rdリミックスアルバム「NEW EDITION 〜MAXIMUM HITS〜」に収録。                                                                                           |
| AKINA                                                                                     | One wish                                | AKINA                                      | AKINA                                   | 2ndシングル。TBS系『王様のブランチ』6・7月度エンディングテーマ                                                                                          |
| AKINA                                                                                     | BEST OF LOVE                            | Stefan Bo Andersson 訳詞：Natsumi Watanabe | Peter Kent・Johan Thelenius             | 3rdシングル。garamonn名義。 |
| TASHA gee                                                                                 | WILL                                    | TASHA gee                                  | TASHA gee Yusuke Kohno                  | 日高慶典との共作、garamonn名義。インディーズデビューシングル「WILL」c/w。                                                                               |
| TASHA gee                                                                                 | 初恋メモリー                            | THREAD                                     | 日高慶典                                | 日高慶典との共作、garamonn名義。2ndインディーズシングル、「花びら」とのダブルA面。宮崎放送ローカル情報バラエティ番組『わけもん!GT』オープニングテーマ。 |
| 山本サヤカ                                                                                | 地区予選                                | 川村サイコ                                 | D・A・I                                 | 菊地圭介との共作。ミニアルバム『惜春』に収録。 |
| 山本サヤカ                                                                                | 僕らは弥生の風の中                      | 川村サイコ                                 | D・A・I                                 | 菊地圭介との共作。ミニアルバム『惜春』に収録。 |
| 山本サヤカ                                                                                | 斑鳩                                    | 川村サイコ                                 | D・A・I                                 | 菊地圭介との共作。ミニアルバム『惜春』に収録。 |
| iLHWAmeets.杉山清貴                                                                       | さよならのオーシャン                    | 大津あきら                                 | 杉山清貴                                | 2011年11月度『歌のチカラ』エンディングテーマ。 |
| iLHWAmeets.杉山清貴                                                                       | 最後のHoly Night                        | 売野雅勇                                   | 杉山清貴                                | 「さよならのオーシャン」のc/w。2011年12月度『歌のチカラ』エンディングテーマ。                                                                           |
| FLAME                                                                                     | FLAME STYLE                             | Katsu 伊﨑右典 伊﨑央登 金子恭平 北村悠    | Katsu 伊崎右典 伊崎央登 金子恭平 北村悠 | Katsuとの共作、garamonn名義。2ndアルバム『FLAME STYLE』収録曲                                                                                           |
| 南條愛乃                                                                                  | Precious time                           | 南條愛乃                                   | rino                                    | 1stシングル「君が笑む夕暮れ」c/w |
| 南條愛乃                                                                                  | Dear × Dear                             | 南條愛乃                                   | yozuca*                                 | 2ndシングル「あなたの愛した世界」c/w。 |
| 速水奨                                                                                    | JOKER 〜銀色の瞳〜                      | 田久保真見                                 | 伊藤 ヨシユキ                           | 5thアルバム「連鎖 ～Chäine」に収録。 |
| 速水奨                                                                                    | 渇愛                                    | 南條晃司                                   | 西薗まり                                | 5thアルバム「連鎖 ～Chäine」に収録。 |
| 速水奨                                                                                    | 素顔の明日                              | 七徳省吾                                   | 谷本憲彦                                | 5thアルバム「連鎖 ～Chäine」に収録。 |
| 速水奨                                                                                    | LOVE BALANCE                            | 速水 奨                                    | KAKERU                                  | 6thアルバム「LOVE BALANCE」に収録。 |
| 速水奨                                                                                    | Sherry Dance                            | 楠瀬 誠志郎                                | 楠瀬 誠志郎                             | 6thアルバム「LOVE BALANCE」に収録。 |
| 速水奨                                                                                    | Muse                                    | SATORU                                     | 清水永之                                | 7thアルバム「idee〜いま、僕が想うこと〜」に収録。 |
| 速水奨                                                                                    | ACROSS                                  | 渡辺 なつみ                                | 和泉 一弥                               | 7thアルバム「idee〜いま、僕が想うこと〜」に収録。 |
| 速水奨                                                                                    | idee                                    | 速水奨                                     | 長沢ゆりか                              | 7thアルバム「idee〜いま、僕が想うこと〜」に収録。 |
| 芳乃さくら（田村ゆかり）                                                                  | 夢のしずく                              | rino                                       | rino                                    | 『 D.C.〜ダ・カーポ〜 Vocal Selection Vol.2 My Little Wish』収録曲                                                                                      |
| 美紗（田村ゆかり）                                                                        | うきうき☆タラッタ                       | 江幡育子                                   | 金井江右                                | 金井江右との共作。テレビアニメ『ぴたテン』イメージソング                                                                                                |
| 涼宮遙（栗林みな実）                                                                      | 眠り姫                                  | 栗林みな実                                 | 栗林みなみ                              | 飯塚昌明との共作。テレビアニメ『君が望む永遠』キャラクターイメージソングシリーズ：portrait2 遙                                                          |
| ミルフィーユ・桜葉（新谷良子）                                                            | あしたのタマゴ                          | 田辺智沙                                   | 和泉一弥                                | 『ギャラクシーエンジェル』キャラクターソング |
| 天真&詩紋（関智一&宮田幸季）                                                              | Six・Wings                              | 田久保真見                                 | 浅田直                                  | CDドラマコレクションズ『遙かなる時空の中で~花鳥風月~』内のキャラクターソング。DISC2に収録                                                               |
| ALISA                                                                                     | 愛のコトバ                              | 安田尊行                                   | 油布賢一                                | インディーズ・デビュー・シングル。樋江井ありさの当時の芸名。                                                                                            |
| 樋江井ありさ                                                                              | キミとの世界                            | 安田尊行                                   | 油布賢一                                | メジャー・デビュー・シングル。『光る!スポーツ研究所』（名古屋テレビ放送）2007年9月エンディングテーマ                                                    |
| TSUKASA                                                                                   | Prologue                                | 安田尊行                                   | 安田尊行                                | 映画『Tokyo Real』主題歌 |
| Pile                                                                                      | Your is All...                          | 安田尊行                                   | 安田尊行                                | インディーズ・デビュー・シングル。『怒りオヤジ3』エンディングテーマ。                                                                                   |
| Pile                                                                                      | 伝説のFLARE                             | 安田尊行                                   | しほり                                  | メジャー・デビュー・シングル。テレビ東京系列テレビアニメ『テンカイナイト』エンディングテーマ。                                                          |
| Pile                                                                                      | いつかキミに届ける世界                  | 安田尊行                                   | 鴨井学                                  | 「伝説のFLARE」のc/w |
| 秋月律子（若林直美） 木下ひなた（田村奈央） 佐竹美奈子（大関英里） 松田亜利沙（村川梨衣） | Helloコンチェルト                       | こだまさおり                               | 増谷賢                                  | ソーシャルゲーム『アイドルマスター ミリオンライブ!』キャラクターソング                                                                                  |
| 箱崎星梨花（麻倉もも）                                                                    | 夢色トレイン                            | rino                                       | 増谷賢                                  | ソーシャルゲーム『アイドルマスター ミリオンライブ!』キャラクターソング                                                                                  |
| 吉岡亜衣加                                                                                | 輪廻の旅人                              | 森由里子                                   | Yu                                      | 13thシングル「紅ノ絲」c/w。 |
| 吉岡亜衣加                                                                                | 白き誓い                                | 上園彩結音                                 | 上野義雄                                | 14thシングル「桜の轍」c/w。 |
| 吉岡亜衣加                                                                                | 蒼き隼が如く                            | 森由里子                                   | 上野義雄                                | 15thシングル。PSPゲーム「裏語 薄桜鬼～暁の調べ～」オープニングテーマ                                                                                    |
| スフィア                                                                                  | Sincerely                               | rino                                       | rino                                    | 14thシングル「Eternal Tours」c/w。 |
| 織田かおり                                                                                | きみと夢みて                            | 日山尚                                     | rino                                    | 5thシングル「花はうつつに」c/w。PSP用ゲームソフト『忍び、恋うつつ』エンディングテーマ                                                                   |
| 上原奈美                                                                                  | Yours,                                  | 上原奈美 KAZZ                              | KAZZ                                    | 2ndシングル「Slow Revolution」c/w。garamonn名義。「au 沖縄セルラー」CMソング。                                                                          |
| 乃木坂46                                                                                  | 太陽ノック                              | 秋元康                                     | 黒須克彦                                | 12thシングル。 |
| 22/7                                                                                      | 願いの眼差し                            | 秋元康                                     | 浅原康浩                                | 5thシングル「ムズイ」c/w |

### サウンドトラック
- 首都高バトル
- TVアニメ
  - 『王様ゲーム The Animation』（2017）
  - 『奴隷区 The Animation』（2018）
  - 『超可動ガール1/6』（2019）[2]